# Bingoal
Bingoal is een Belgische aanbieder van sportweddenschappen, weddenschappen op paardenrennen en online casinogames. Bingoal heeft (juli 2021) een Vergunning B+ (online speelautomatenhallen) en F1 (online weddenschappen) bij de Belgische Kansspelcommissie.
Op 29 september 2021 raakte bekend dat Bingoal een licentie kreeg van de Kansspelautoriteit om kansspelen op afstand aan te bieden op de Nederlandse markt en op 11 oktober lanceerde Bingoal zijn Nederlandse website.

## Geschiedenis
Oorspronkelijk werd het bedrijf in de jaren 80 opgericht door Livinus Impens onder de naam 'Belgische PMU' en W.F.A. (World Football Association) en bood het enkel weddenschappen op paardenrennen aan in dagbladwinkels en op de verschillende Belgische renbanen. Met de opkomst van het Internet bouwde Bingoal een website uit waar het online sportweddenschappen en weddenschappen op paardenrennen is beginnen aan te bieden. Rond 2010 werden online casinogames toegevoegd aan het aanbod. Doorheen de jaren heeft Bingoal zijn eigen technologisch platform voor kansspelen ontwikkeld. 
Ondertussen heeft het bedrijf een reeks licenties van sportweddenschapskantoren in België verzameld en heeft het in 2019 Okay Bet een netwerk van sportweddenschapskantoren overgenomen en omgevormd tot Bingoal Retail dat ondertussen 17 sportweddenschapskantoren telt in België. 
Ondertussen overleed oprichter en bezieler Livinus Impens en werd de zaak overgenomen door diens zoon Joeri Impens. Zijn oudste zoon is sinds kort mee opgenomen als bestuurder van enkele dochterondernemingen binnen de Groep. 

## Sponsoring
Bingoal heeft zich gespecialiseerd in typische Belgische sporten, zoals veldrijden en wielrennen, en dat is te merken in de ploegen die ze sponsoren. Ze zijn onder meer hoofdsponsor van Pauwels-Sauzen - Bingoal en Bingoal Pauwels Sauces WB. Daarnaast zijn ze ook sponsor van verschillende wielerevenementen zoals de Telenet Superprestige en de UCI World Cup.
Aan het begin van het voetbalseizoen 2020-2021 werden ze eveneens hoofdsponsor van voetbalclub Lommel SK en in het najaar van 2021 ging het ook in zee met basketbalclub Kangoeroes Basket Mechelen.
In juni 2022 werd bekendgemaakt dat Bingoal de nieuwe stadionpartner van de voetbalclub ADO Den Haag zou worden, sinds augustus 2022 heet het stadion het Bingoal Stadion.